# Бхола (циклон)
Циклон Бхола (Такође познат као Велики циклон 1970) био је разорни тропски циклон који је погодио Источни Пакистан (данашњи Бангладеш) и индијски Западни Бенгал датума 3. новембра 1970. године. Најсмртоноснији је тропски циклон икад забележен и сматра се за једну од највећих природних катастрофа. Најмање је 500.000 људи погинуло, највише због поплава насталих након олује, које су преплавиле велики број острва код делте реке Ганг.
Циклон се формирао над Бенгалским заливом 8. новембра након чега је путовао према северу добијајући на снази. Свој врхунац је достигао 11. новембра када су ветрови дували брзином од 185 km/h, а истог поподнева је ударио на обалу Источног Пакистана. Олујне поплаве опустошиле су бројна приморска острва, прогутавши читава села и уништавајући пољопривредно земљиште у том подручју. Најтеже погођени округ био је Тазамудин (који је тада бројао 167.000 људи) где је више од 45% становништва изгубило живот. Бхола је била шеста и најјача циклонска олуја у сезони циклона у северном Индијском океану 1970.
Пакистанска влада, на челу с генералом Јајом Каном, оштро је критикована због спорог реаговања на катастрофу, како од политичких лидера Источног Пакистана, тако и од међународних медија. На парламентарним изборима одржавим децембра 1970. године опозициона странка Авами лига однела је убедљиву победу у покрајини, а непрестани немири између Источног Пакистана и владе у Исламабаду ескалирале су у Бангладешки ослободилачки рат чији је епилог био стварање независне бангладешке државе.

## Метеоролошка историја
Тропска олуја Нора се 1. новембра развила изнад Јужног кинеског мора, у западном Тихом океану. Систем је трајао четири дана, пре него што се дегенерисао у остатак ниско изнад Тајландског залива 4. новембра, а затим се преселио на запад преко Малајског полуострва 5. новембра 1970. Остаци овог система допринели су развоју нове депресије у централном Бенгалском заливу ујутру 8. новембра. Депресија се интензивирала како се полако кретала ка северу, а Индијско метеоролошко одељење класификовало ју је као циклонску олују следећег дана. Ниједна земља у региону никада није дала назив тропским циклонима у то време, тако да није дат нови идентитет. Олуја је скоро стала те вечери близу 14,5° Н, 87° Е, али је почела да убрзава ка северу 10. новембра.
Олуја се 11. новембра даље појачала у јаку циклоналну буру и почела да скреће ка североистоку, како се приближавала глави залива. Развила је бистро око и достигла је свој врхунац касније тог дана, са трајним ветровима од три минута од 185 km/h (115 mph), једноминутним ветром од 240 km/h (150 mph), и централним притиском од 960 hPa. Циклон се спустио на обалу Источног Пакистана током вечери 12. новембра, отприлике у исто време када и локална плима. Када је прешао на копно, систем је почео да слаби; олуја је деградирала до циклонске олује 13. новембра, када је била око 100 km (62 mi) јужно-југоисточно од Агартале. Олуја је тада брзо ослабила у заосталу ниску изнад јужног Асама те вечери.

## Припреме
Поставља се питање колико је информација о циклону за које се каже да су их примиле индијске метеоролошке власти пренето властима источног Пакистана. То је зато што индијске и источнопакистанске метеоролошке службе можда нису делиле информације с обзиром на индо-пакистанске сукобе у то време. Наводно је велики део становништва био изненађен олујом. Било је индиција да источнопакистански систем упозорења на олују није правилно коришћен, што је вероватно коштало десетине хиљада живота. Пакистанско метеоролошко одељење је током дана 12. новембра објавило извештај у коме позива на „припремност за опасност“ у рањивим приобалским регионима. Како се олуја приближавала обали, на Радио Пакистану је емитован „сигнал велике опасности“. Преживели су касније рекли да им је то мало значило, али да су препознали сигнал упозорења број 1 као највећу могућу претњу.
Након два претходна деструктивна циклона у октобру 1960. у којима је погинуло најмање 16.000 људи у источном Пакистану, Пакистанска централна влада је контактирала америчку владу за помоћ у развоју система за спречавање будућих катастрофа. Гордон Дан, тадашњи директор Националног центра за урагане, извршио је детаљну студију и поднео свој извештај 1961. Међутим, централна влада није извршила све препоруке које је Дан навео.

## Утицај
Иако је северни Индијски океан најмање активан од басена тропских циклона, обала Бенгалског залива је посебно осетљива на ефекте тропских циклона. Тачан број погинулих у циклону Бхола никада неће бити познат, али најмање 300.000 погинулих је повезано са олујом, можда чак 500.000. Међутим, тај циклон није био најмоћнији од њих; циклон у Бангладешу из 1991. био је знатно јачи када се спустио на копно у истој општој области, као циклон еквивалентан категорији 5 са ветровима од 260 km/h (160 mph).
Циклон Бхола је најсмртоноснији тропски циклон у историји, а такође и једна од најсмртоноснијих природних катастрофа у модерној историји. Упоредив број људи је погинуо од последица земљотреса у Таншану 1976. године, земљотреса у Индијском океану 2004. и земљотреса на Хаитију 2010. године, али због неизвесности у броју смртних случајева у све четири катастрофе можда никада неће бити познато која је била најсмртоноснија.

### Бангладеш
Метеоролошка станица у Читагонгу, 95 km (59 mi) источно од места где је олуја стигла до копна, забележила је ветар од 144 km/h (89 mph) пре него што је њен анемометар експлодирао око 22:00 UTC 12. новембра. Брод се усидрен у луци у истој области забележен је вршни удар од 222 km/h (138 mph) око 45 минута касније. Пошто је олуја дошла до копна, изазвала је 10 m (33 ft) висок олујни талас на делти Ганга. У луци у Читагонгу, олујна плима је достигла врхунац на око 4 m (13 ft) изнад просечног нивоа мора, од чега је 1,2 m (3,9 ft) био олујни талас.
Радио Пакистан је известио да на тринаест острва у близини Читагонга нема преживелих. Лет изнад те области показао је да су разарања била комплетна у јужној половини острва Бхола, а усеви пиринча на острву Бхола, острву Хатија и оближњој обали копна су уништени. Неколико поморских пловила у лукама Читагонга и Монгла је пријављено да је оштећено, а аеродроми у Читагонгу и Кокс Базару су неколико сати били испод 1 m (3,3 ft) воде.
Преко 3,6 милиона људи је директно погођено циклоном, а укупна штета од олује процењена је на 86,4 милиона долара (450 милиона долара у доларима из 2006. године). Преживели су тврдили да је отприлике 85% кућа у тој области уништено или озбиљно оштећено, а највећа разарања су се догодила дуж обале. Деведесет одсто морских рибара у региону претрпело је велике губитке, укључујући уништење 9.000 рибарских бродова на мору. Од 77.000 копнених рибара, 46.000 је страдало од циклона, а 40% преживелих је тешко погођено. Укупно, око 65% риболовног капацитета приобалног региона је уништено олујом, у региону где око 80% конзумираних протеина потиче из рибе. Пољопривредна штета била је слично велика са губитком усева у вредности од 63 милиона долара и 280.000 говеда.. Три месеца након олује, 75% становништва је добијало храну од хуманитарних радника, а преко 150.000 се ослањало на помоћ за половину своје хране.